# Josep Coderch i Planas
Josep Coderch i Planas (Castelló d'Empúries, 17 de març de 1947 - Girona, abril de 2005) fou un polític i diplomàtic català, governador civil, eurodiputat i ambaixador.
Llicenciat en Dret per la Universitat de Barcelona i en Ciències Polítiques per la Universitat de Madrid, el 1974 va ingressar en el cos diplomàtic com a cap de gabinet del Ministeri d'Afers Exteriors d'Espanya. El 1979 fou nomenat secretari general del gabinet del president del govern d'Espanya Adolfo Suárez i cap de la Unió de Centre Democràtic a la província de Girona. El novembre de 1980 fou nomenat governador civil de Barcelona, càrrec que ocupà fins a 1981.
Després va treballar a l'ambaixada espanyola a l'Argentina i milità al Centro Democrático y Social (CDS), amb el que fou elegit diputat al Parlament europeu a les eleccions de 1987. El 1989 fou nomenat cònsol general d'Espanya a Amsterdam i més tard director de relacions exteriors del Comitè Organitzador dels Jocs Olímpics d'Estiu de 1992 a Barcelona. El 1994 fou nomenat director de l'Escola Diplomàtica Espanyola, el 1996 fou proposat com a ambaixador a Cuba, però Fidel Castro no donà el placet. El 1997 fou nomenat ambaixador a Bulgària i el 2001 ambaixador al Brasil, càrrec que ocupà fins al 2004. El 2005 li fou concedida a títol pòstum la Gran Creu del Mèrit Civil (RD 495/2005).